# آندری شفرانیوک
آندری شفرانیوک (اوکراینی: Андрій Олегович Шафранюк؛ زادهٔ ۹ فوریهٔ ۱۹۸۴) قایقران قایق بادبانی اهل اوکراین است.

## زندگی
شفرانیوک در  میکولائیف زاده شد.